# Szent Asella
Szent Asella (334 – 405) katolikus szent.
Életének forrásai Szent Jeromos Marcellához intézett levele (Ad Marcellam de vita Asellae), valamint az a levél, amelyet magának Asellának írt 385 körül. Asella már korán, tízéves korában kijelentette, hogy Istennek kíván élni. Két év elteltével egy kis cellába vonult vissza, ahonnan kizárólag a vértanúk sírjainak felkeresése végett lépett ki. Durva ruhát viselt, keresztény aszkézisben élt, imádkozott és dolgozott. Szent Jeromos szerint gyakran élt át elragadtatásokat, s idősebb korában is teljesen egészséges volt testben-lélekben. Principiához írott levelében Jeromos „a szent élet mesternőjének” említi Asellát, aki „Rómában megtalálta az anachoréták sivatagát”. Palladiosz „Historia Lausiaca” című munkájában ennyit közöl róla: „A szép Asella szűz a monostorban öregedett meg". 405-ben, vagy kevéssel utána halt meg.